# Bendefy László
Bendefy László (Vasvár, 1904. augusztus 17. – Budapest, 1977. augusztus 13.) magyar földmérő mérnök (geodéta), geológus, történész, tudomány- és technikatörténész. 1934-ig születési nevén, Benda Lászlóként publikált, 1934-es munkái Bendefy-Benda László néven jelentek meg, majd véglegesen Bendefy lett.

## Élete
A Vas vármegyei Vasváron született, három fiatalabb testvére volt.
Cholnoky Jenő hatására 1928-ban a budapesti Műegyetemen mérnöki diplomát szerzett, de érdeklődési körében már ekkor benne volt a geológia, amelynek tárgyait párhuzamosan hallgatta a mérnöki kar tárgyaival. Így már 1929-ben a budapesti Tudományegyetemen geológus diplomát is szerzett. 1924–1929 között – egyetemi tanulmányai mellett – a Vas megyei múzeum ásvány- kőzet- és őslénytárának anyagát rendezte és folytatta a korábban megszakadt baltavári (Bérbaltavár) őslénytani ásatást. 1928-tól a Pest megyei Dunavölgyi Lecsapoló és Öntöző Társulatnál dolgozott, mint mérnök. Egyetemi tanulmányait „summa cum laude” minősítéssel végezte el. 1931-ben a Háromszögelő Hivatalhoz került, és mérnöki képzettségét geodétaként hasznosította.
1934-ben felvette a Bendefy nevet. A Vízgazdálkodási Tudományos Kutató Intézet tudományos főmunkatársa lett. 1958-ban megkapta a műszaki tudományok kandidátusa fokozatot. A Magyarhoni Földtani Társulat szakosztályi alelnöke, majd a Geodéziai Bibliográfia főszerkesztője volt. 1924-től jelentek meg írásai a földtan, technikatörténet, hazai folyószabályozások témakörökben. Római tanulmányútja során a Vatikán levéltárában kutatott, és a keleten maradt magyarokra vonatkozó adatokat talált. Eredményeit több könyvben - Kummagyaria és A magyarok kaukázusi őshazája. Gyeretyán országa - tette közzé.
Az ő kezdeményezésére állították fel a Halászbástya műveinek együtteséhez tartozó, Antal Károly szobrászművész Julianus és Gerhardus barát szobrát, melyhez Bendefy felajánlotta az 1936-ban megjelent, Az ismeretlen Julianus című könyvének honoráriumát.
Tagja volt az MTA 1974-ben alakult Tudomány- és technikatörténeti komplex bizottságának. A tudománytörténet és a technikatörténet (pl. geodéziatörténet, kartográfiatörténet, mérnöktörténet) területén nagyszámú alapvető tanulmánya, bibliográfiája és biográfiája jelent meg. Kutatásairól, publikációiról 2004-ben a marosvásárhelyi Mentor kiadónál több szerző által írt emlékező kötet látott napvilágot „A 100 éve született Bendefy László élete és művei. Emlékezés egy múlt századi polihisztorra” címmel, Sragner Márta bibliográfus szerkesztésében.
1977-ben hunyt el, az óbudai temető 32/1-V-103 sírjában nyugszik.

## Művei
- A teremtés országútján. Életképek a föld és az élet történetéből (Dunántúli Nyomdavállalat, Szombathely, 1926)
- A baltavári ásatások 70 éves története (Szombathely, 1927)
- The history of the paleontological excavations at Baltavár in the course of seventy years 1856–1926. (Szombathely, 1927)
- A Vashegy csoport geologiája (Acta Sabariensa 1., Szombathely, 1929)
- A magyar Alföld őstörténete. 1–2. köt. (Kaposvár, 1929)
- Iskolai talaj-, kőzet- és ásványgyűjtemények. /Illusztrálta a szerző./ (A Dunántúli Tanítók Lapja Könyvtára 9., Szombathely, 1931)
- A magyar Alföld öntözése. Tanulmány az alföldi öntözés lehetőségéről (Szeged, 1931)
- A nyugatmagyarországi őskori bányászat és kohászat (Szombathely, 1932)
- Belsőkontinentális kéregmozgások Csonkamagyarország területén (Geographia Pannonica 3., Pécs, 1932)
- Iskolai őstörténeti gyűjtemények /Illusztrálta a szerző./ (Dunántúli Tanítók Lapja Könyvtára 11., Szombathely, 1932)
- Magyarország történeti geologiája. /Illusztrálta a szerző./ (A Dunántúli Tanítók Lapja Könyvtára 12., Szombathely, 1932)
- Ősidők, ősemberek. Képek a magyarföldi ősemberek életéből. 1. Régibb kőkor. – Bronzkor. – Vaskor. /Illusztrálta Ábrán Zoltán/ (Budapest, Budapest, Magyar Etiópiai Expedíció Országos Bizottsága, 1934)
- A magyar föld (hazánk talaj- és kőzetviszonyai) I–II. kötet, I: A magyar föld története, II. A magyar föld szerkezete (Budapest, Magyar Etiópiai Expedíció Országos Bizottsága, 1934)
- Magyar utazók Afrikában 1. Felfedezők[halott link]. (Budapest, 1934)
- Magyar utazók Afrikában 2. Utazók[halott link]. (Budapest, 1934)
- Afrika meghódítása /Illusztrálta Zolnay Loránd./ (Budapest, 1934)
- A magyar föld szerkezete. Belsőkontinentális kéregmozgások a Kárpátmedencében. 2. bőv. kiad. 1. A magyar föld és története. 2. A magyar föld szerkezete (Budapest, 1934)
- Az ismeretlen Juliánusz. A legelső magyar ázsiakutató életrajza és kritikai méltatása (Stephaneum Nyomda és Könyvkiadó, Budapest, 1936)
- Fontes authentici itinera (1235–1238) fr[atris] Iuliani [Julianus] illustrantes (Études sur l'Europe Centre-Orientale, Ostmitteleuropäische Bibliothek 7, Budapest, 1937)
- Itil és Duba. Új szempontok őstörténetünk keleti kútfőinek magyarázatához (Budapest, 1938)
- Magyer, Jeretány keleti fejedelem székvárosa (Néprokonsági dolgozatok 6., Budapest, 1940)
- Kummagyaria. A kaukázusi magyarság története (Cserépfalvi Kiadó, Budapest, 1941)
- Szallam tolmács küldetése Nagy Sándor falához (Góg és Magóg fala). Szemelvények Ibn Kordadhbeh és Edriszi műveiből; Szentföldi Ferencrendi Zárda Ny., Bp., 1941 (A magyar őstörténet kútfői)
- A magyarok kaukázusi őshazája. Gyeretyán országa (Cserépfalvi Kiadó, Budapest, 1942)
- Magna Hungaria és a Liber Censuum (Budapest, 1943)
- A magyarság és Középkelet /Tanulmányok./ (Budapest, 1945)
- Utasítás az országos II. rendű szintezés végrehajtásához (Budapest, 1951)
- Fejezetek a térképészeti földtan tárgyköréből (Budapest, 1953)
- Szintezési munkálatok Magyarországon 1820–1920. /Kandidátusi értekezés szövegének nyomtatott változata./ (Budapest, 1958)
- A Bakony-hegység geokinetikai viszonyainak földkéreg-szerkezeti vonatkozásai (A Bakony természettudományi kutatásainak eredményei 4., Veszprém, 1967)
- A Balaton évszázados partvonalváltozásai /Társszerző: V. Nagy Imre./ (Budapest, 1969)
- A Balaton évszázados vízszintváltozásainak meghatározása különös tekintettel a hazai geodézia-történeti és kartográfiai vonatkozású forrásokra. Akadémiai doktori értekezés /Kézirat./ (Budapest, 1970)
- A magyar geodézia reformkora. 1890–1920. 1. köt.
- A magyar földmérés 1890–1920. /Bev. Halász Péter/ (MÉM OFTH, Budapest, 1970)
- Mikoviny Sámuel megyei térképei, különös tekintettel az Akadémiai Könyvtár Kézirattárának Mikoviny-térképeire. 1–2. köt. (Magyar Tudományos Akadémia Könyvtára, Budapest, 1976)